# Boks na Igrzyskach Ameryki Południowej 1982
Boks na Igrzyskach Ameryki Południowej 1982 – 2. edycja zawodów bokserskich rozgrywanych na Igrzyskach Ameryki Południowej, które odbywały w dniach 26 listopada - 5 grudnia 1982 r., w argentyńskim mieście Rosario. Wyniki nie są kompletne, zostali tylko podani zatwierdzeni zdobywcy złotych i srebrnych medali.

## Medaliści
| Kat. wagowa                      |                       |                     |
| -------------------------------- | --------------------- | ------------------- |
| Waga papierowa (– 48 kg)         | José Lagos            | Marcelino Reyes     |
| Waga musza (– 51 kg)             | Jesús Poll            | Daniel Lagos        |
| Waga kogucia (– 54 kg)           | Oscar Flores          | Antonio Díaz Toledo |
| Waga piórkowa (– 57 kg)          | Héctor Gaitán         | Angel Meléndez      |
| Waga lekka (– 60 kg)             | Edson Liberto         | Miguel Francia      |
| Waga lekkopółśrednia (– 63,5 kg) | José Magallanes       | Ramón Jara          |
| Waga półśrednia (– 67 kg)        | Enrique Areco         | Antonio Madureira   |
| Waga junior średnia (– 71 kg)    | Walter Darío Matteoni | Fernando Dos Santos |
| Waga średnia (– 75 kg)           | Hugo Corti            | Waldemir Da Silva   |
| Waga półciężka (– 81 kg)         | Simón Ramírez         | João Sotelho        |
| Waga ciężka (> 91 kg)            | Luis Castillo         | José Rodríguez      |
| Waga superciężka (+ 91 kg)       | Juan Díaz Nieves      | Patrico Poblete     |